# 1440
سنة 1440 كانت سنة كبيسة تبدأ يوم الجمعة (الرابط يظهر نموذج التقويم الكامل للسنة) من التقويم اليولياني.

## أحداث
- أكتوبر: بدء حصار نوفو بردو والذي استمر إلى 27 يونيو 1441.
- بداية حرب زيورخ القديمة في 11 نوفمبر 1440 والتي انتهت في 21 يونيو 1446.

## مواليد
- إيفان الثالث

## وفيات
- ابن خطيب الناصرية
- لاورنس يانزون كوستر
- هنري واردلو